# Hydropsyche esfahanica
Hydropsyche esfahanica là một loài Trichoptera trong họ Hydropsychidae. Chúng phân bố ở miền Cổ bắc.